# La Morera
La Morera je španělské město situované v provincii Badajoz (autonomní společenství Extremadura).

## Poloha
Obec se nachází blízko města La Parra v okrese Zafra - Río Bodión a soudním okrese Zafra. Od města Badajoz je vzdálena 54 km.

## Historie
V roce 1834 se obec stává součástí soudního okresu Zafra. V roce 1842 čítala obec 110 usedlostí a 456 obyvatel.

## Odkazy

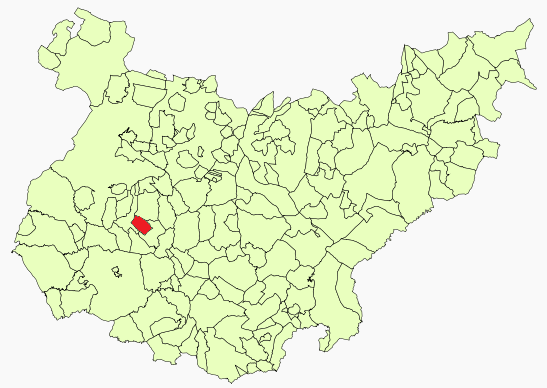
Poloha obce v provincii Badajoz

## Demografie
| Populace obce La Morera z let (1842–2010) | Populace obce La Morera z let (1842–2010) | Populace obce La Morera z let (1842–2010) | Populace obce La Morera z let (1842–2010) | Populace obce La Morera z let (1842–2010) | Populace obce La Morera z let (1842–2010) | Populace obce La Morera z let (1842–2010) | Populace obce La Morera z let (1842–2010) | Populace obce La Morera z let (1842–2010) | Populace obce La Morera z let (1842–2010) | Populace obce La Morera z let (1842–2010) | Populace obce La Morera z let (1842–2010) | Populace obce La Morera z let (1842–2010) | Populace obce La Morera z let (1842–2010) | Populace obce La Morera z let (1842–2010) | Populace obce La Morera z let (1842–2010) | Populace obce La Morera z let (1842–2010) | Populace obce La Morera z let (1842–2010) |
| ----------------------------------------- | ----------------------------------------- | ----------------------------------------- | ----------------------------------------- | ----------------------------------------- | ----------------------------------------- | ----------------------------------------- | ----------------------------------------- | ----------------------------------------- | ----------------------------------------- | ----------------------------------------- | ----------------------------------------- | ----------------------------------------- | ----------------------------------------- | ----------------------------------------- | ----------------------------------------- | ----------------------------------------- | ----------------------------------------- |
| 1842                                      | 1857                                      | 1860                                      | 1877                                      | 1887                                      | 1897                                      | 1900                                      | 1910                                      | 1920                                      | 1930                                      | 1940                                      | 1950                                      | 1960                                      | 1970                                      | 1981                                      | 1991                                      | 2001                                      | 2010                                      |
| 456                                       | 708                                       | 785                                       | 887                                       | 874                                       | 850                                       | 896                                       | 978                                       | 1 084                                     | 1 123                                     | 1 240                                     | 1 316                                     | 1 384                                     | 881                                       | 793                                       | 761                                       | 783                                       | 746                                       |